# Abramová
Pour les articles homonymes, voir Abramova.
Abramová (allemand : Abrahamsdorf in der Turz, hongrois : Turócábrahámfalva) est un village de Slovaquie situé dans la région de Žilina.

## Histoire
La première mention écrite du village date de 1400.

## Démographie

### Évolution de la population
| Année:               | 1994. | 2004.   | 2014.    | 2024.   |
| -------------------- | ----- | ------- | -------- | ------- |
| Nombre de personnes: | 144   | 154     | 191      | 194     |
| Différence:          |       | +6,94 % | +24,02 % | +1,57 % |

| Année:               | 2023. | 2024.   |
| -------------------- | ----- | ------- |
| Nombre de personnes: | 190   | 194     |
| Différence:          |       | +2,10 % |